# Albendazolo monoossigenasi
La albendazolo monoossigenasi è un enzima appartenente alla classe delle ossidoreduttasi, che catalizza la seguente reazione:
albendazolo + NADPH + H+ + O2 ⇄ albendazolo S-ossido + NADP+ + H2O
L'enzima è una flavoproteina (FAD).